# Шикутими

Шику́тими (фр. Chicoutimi; в переводе с языка инну-аймун «до тех пор глубоко») — город (до 2001 года), а ныне один из трёх городских районов (округов) городской агломерации Сагеней в канадской провинции Квебек. Основан 24 августа 1842 года в месте впадения реки Шикутими в Сагеней. Долгое время основными занятиями колонистов были лесозаготовка и лесопереработка. Численность населения в наши дни составляет 67 311 чел., из которых 98 % — франкофоны.
Одна из канадских католических епархий носит название «Епархия Шикутими». Также в честь этого города назван корвет ВМС Канады.

## Города-побратимы
- Ангулем, Франция.